# Shattered Suns
Shattered Suns è un videogioco di strategia in tempo reale con componenti di tattica in tempo reale (del tutto in 3D) ambientato nello spazio in un ipotetico futuro durante un'immaginaria guerra, in cui si deve costruire e comandare una flotta di astronavi in scontri per il controllo di pianeti, sviluppato da "Clear Crown Studios" e distribuito nell'anno 2008.

## Modalità di gioco
La campagna ha varie missioni in serie non lineare su scenari di battaglia con obiettivi multipli di vario tipo per il gioco in singolo; inoltre si ha la possibilità di scegliere tutte le varie componenti delle astronavi della propria flotta in modo da progettarne ognuna per il migliore utilizzo.